# Márkó
Márkó (németül: Markusdorf) község Veszprém vármegyében, a Veszprémi járásban.

## Fekvése
Veszprémtől 9 kilométerre nyugatra, Herendtől 5 kilométerre keletre fekszik. Mindkét város irányából a 8-as főútról leágazó 8313-as úton közelíthető meg. Áthalad a területén a MÁV 20-as számú Székesfehérvár–Szombathely-vasútvonala is, az itteni megállóhelyre a község központjában a 8313-asról észak felé kiágazó 83 111-es út vezet. A legközelebbi település, Bánd 3 kilométerre nyugatra fekszik.

## Története
Régészeti leletek és középkori oklevelek tanúsága szerint a mai település helyén egykor több település, többek között Szent Márk falva állhatott. A török időkben elpusztult és elnéptelenedett falvak helyén csak a 18. században  indult újra az élet. Padányi Biró Márton püspök és a veszprémi káptalan 1741-ben német, olasz telepeseket hívott erre a vidékre, akik megalapították és felépítették Márkót. Jellegzetes egyutcás település volt sokáig.
Barokk római katolikus temploma 1754-ben épült. A német telepesek a 18. század végére templomukat is felépítették, ami 1834 nagypéntekén leégett. Emlékére emelték a közeli dombra  1839-ben a késő klasszicista stílusú Kálvária-kápolnát.
A német anyanyelvű lakók nagy részét a második világháború után kitelepítették, helyükre magyar nyelvű népesség érkezett.

## Közélete

### Polgármesterei
- 1990–1994: Migray Emőd (független)[3]
- 1994–1998: Kardos János (független)[4]
- 1998–2002: Kardos János (független)[5]
- 2002–2006: Kardos János (független)[6]
- 2006–2010: Szabó Gyula (független)[7]
- 2010–2014: Hartmann Antal (független)[8]
- 2014–2019: Hartmann Antal (független)[9]
- 2019–2024: Hartmann Antal (Fidesz-KDNP)[10]
- 2024– : Szalai Szabolcs (független)[1]

## Népesség
A település népességének változása:
| Lakosok száma | 1216 | 1212 | 1214 | 1723 | 1805 | 1777 | 1797 |
|               | 2013 | 2014 | 2015 | 2021 | 2022 | 2023 | 2024 |

A 2011-es népszámlálás során a lakosok 84,8%-a magyarnak, 11,8% németnek, 0,2% cigánynak, 0,2% szerbnek mondta magát (15% nem nyilatkozott; a kettős identitások miatt a végösszeg nagyobb lehet 100%-nál). A vallási megoszlás a következő volt: római katolikus 49%, református 6,9%, evangélikus 0,9%, görögkatolikus 0,2%, felekezeten kívüli 15,8% (26% nem nyilatkozott).
2022-ben a lakosság 93%-a vallotta magát magyarnak, 5,5% németnek, 0,3% románnak, 0,3% cigánynak, 0,1-0,1% lengyelnek, görögnek, bolgárnak, ruszinnak, ukránnak és szlováknak, 3,1% egyéb, nem hazai nemzetiségűnek (7% nem nyilatkozott; a kettős identitások miatt a végösszeg nagyobb lehet 100%-nál). Vallásuk szerint 32,6% volt római katolikus, 7,3% református, 1,4% evangélikus, 0,3% görög katolikus, 0,1% izraelita, 1,4% egyéb keresztény, 0,7% egyéb katolikus, 14,8% felekezeten kívüli (40,7% nem válaszolt).

## Nevezetességei
- Házai közül még őrzi néhány a népi építészet formakincsét és hagyományait.
- A fennsíkból kiemelkedő dombon a Kálvária fehér kápolnája és stációi már messziről látszanak (külön érdekesség, hogy a kálváriát keresztülszeli a Székesfehérvár–Szombathely-vasútvonal, a keresztút a kápolnát megelőző stáció előtti szakaszon egy gyalogos felüljárón halad át a sínek felett).

## Képgaléria

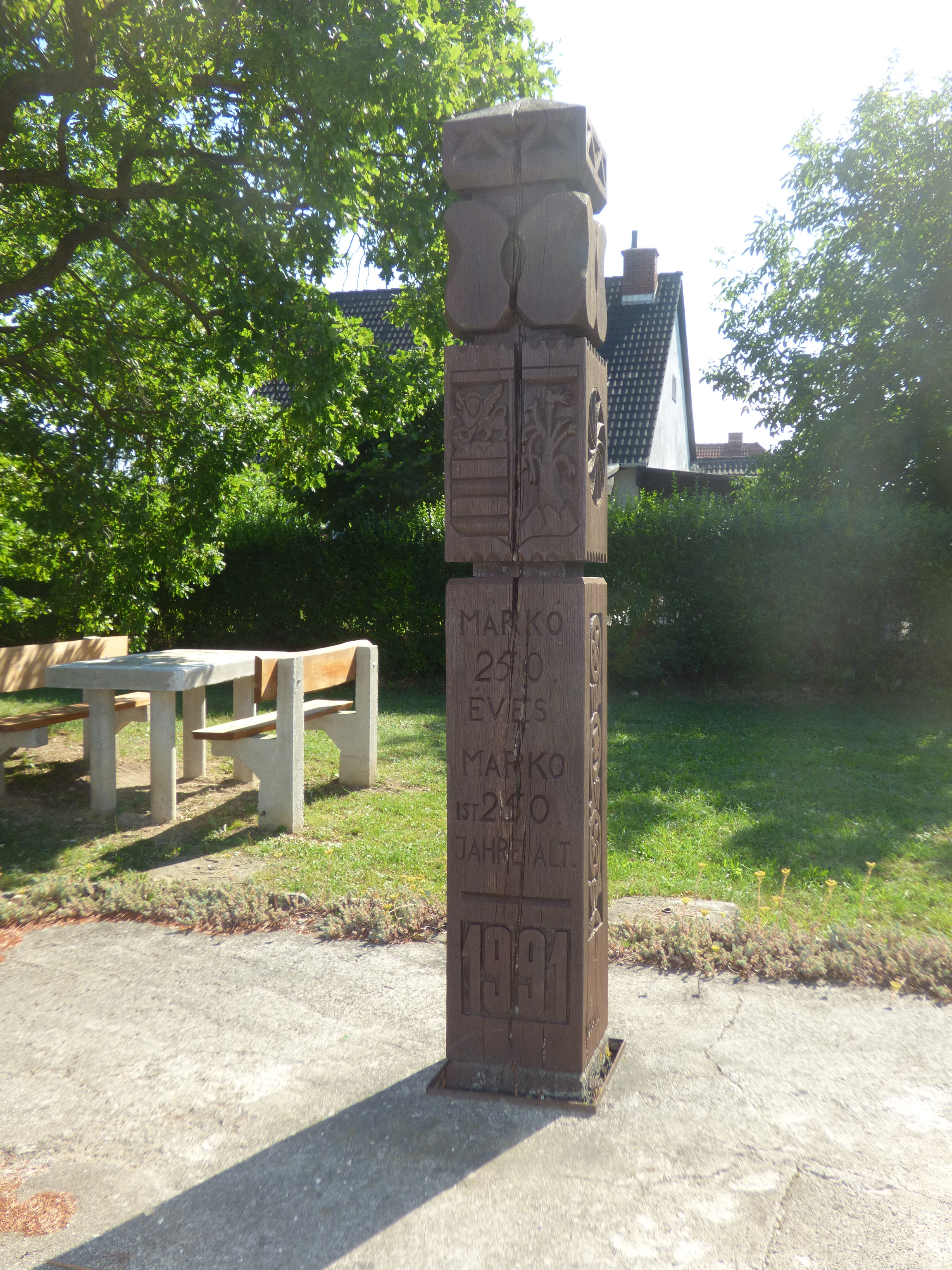
Márkó 250 éves emlékoszlopa
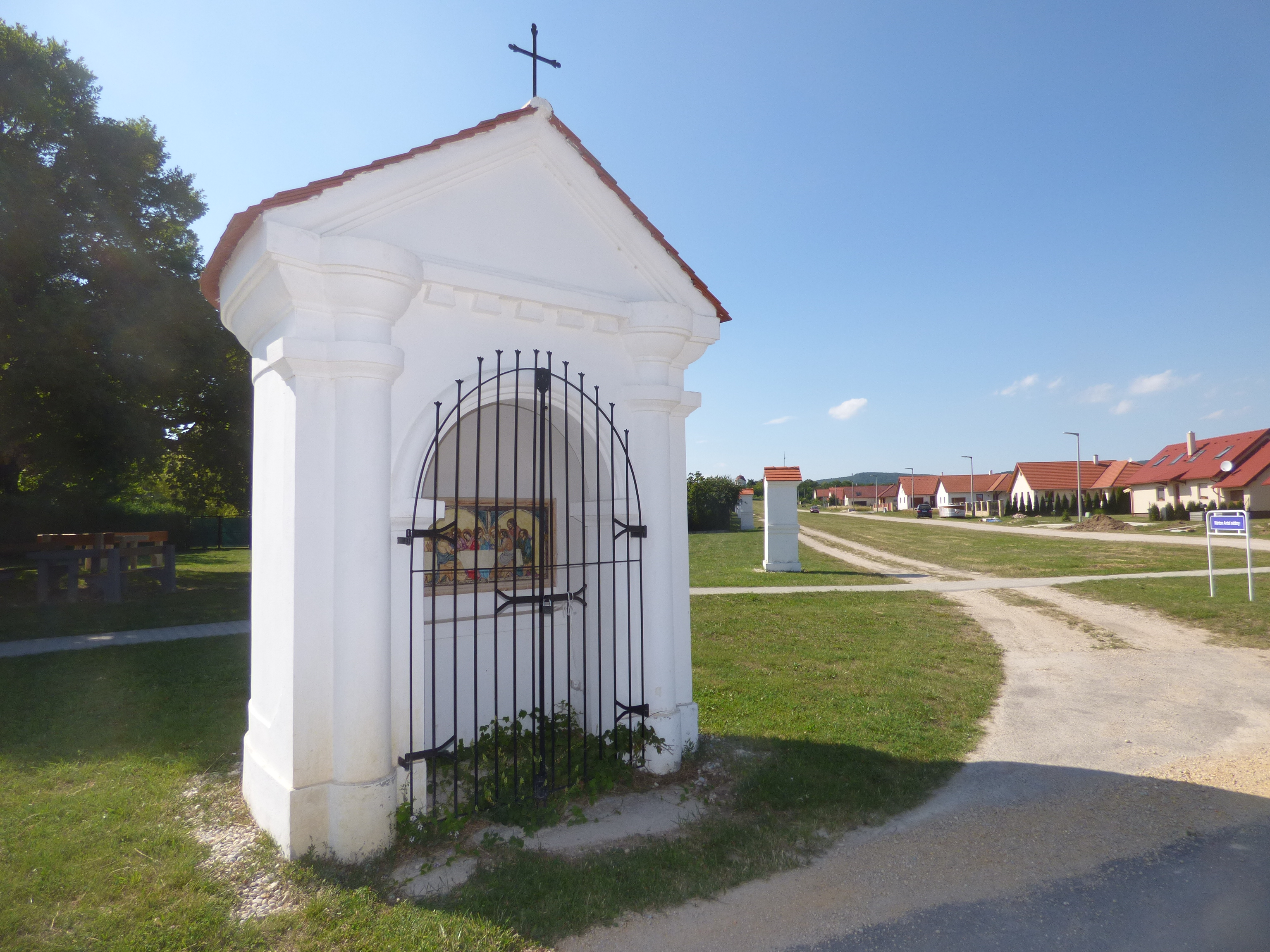
A márkói kálvária első stációja
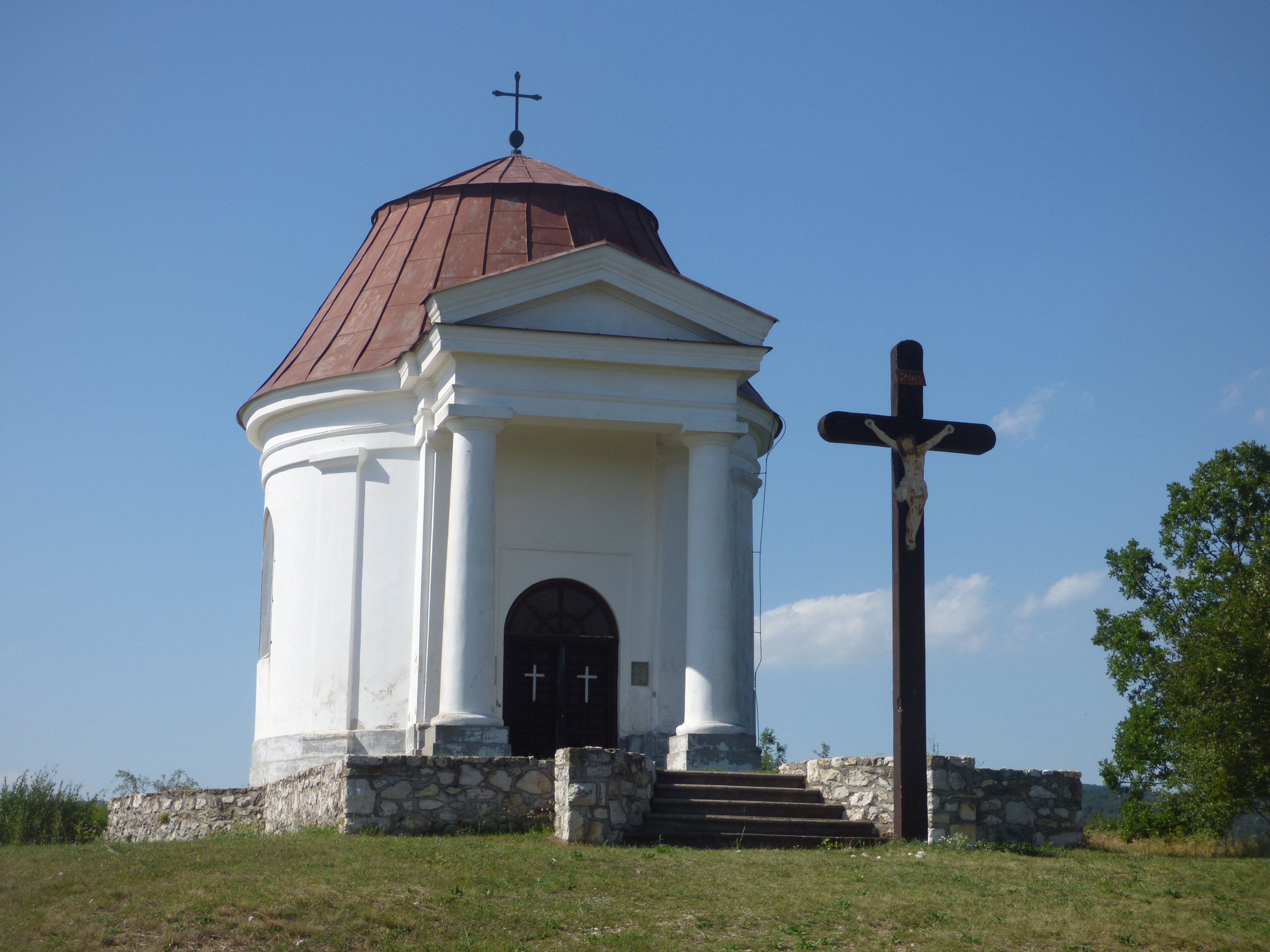
A kálváriakápolna
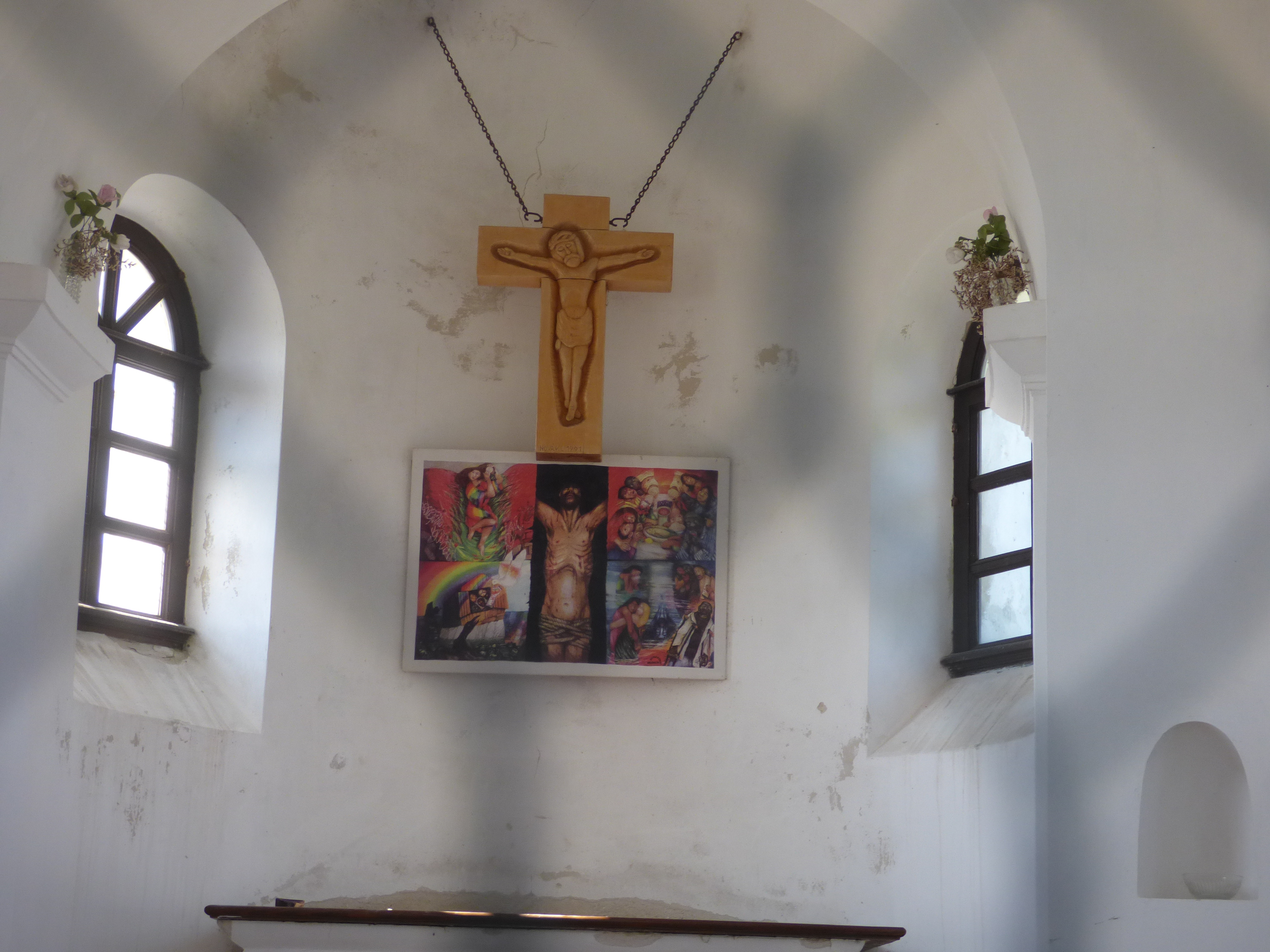
A kálváriakápolna belső tere